# 5858 Borovitskia
5858 Borovitskia este un asteroid din centura principală de asteroizi.

## Descriere
5858 Borovitskia este un asteroid din centura principală de asteroizi. A fost descoperit pe 28 septembrie 1978 la Observatorul astrofizic din Crimeea de Liudmila Cernîh. El prezintă o orbită caracterizată de o semiaxă mare de 2,31 ua, o excentricitate de 0,05 și o înclinație de 5,9° în raport cu ecliptica.